# Kjartan Poskitt
Kjartan Poskitt (York, 15 de maio de 1956)  é autor e apresentador de TV, mais conhecido por escrever a colecção Assassinos da Matemática  e a série Agatha Parrot entre outras série de livros para adultos e livros infantis.

## Publicações
Kjartan buscou trazer uma visão mais popular sobre temas como ciência e matemática, incluindo em seu portefólio de livros sobre Isaac Newton (Morto e Famoso: Isaac Newton e sua Maçã), enigmas, brincadeiras e códigos secretos. Poskitt escreveu também sobre truques de magia, e um livro de apoio ao aprendizado de matemática Rosie e Jim.  Em 2007, Poskitt publicou o primeiro de uma nova série de romances infantis chamado Urgum o Bárbaro.
Ele também escreveu a música tema do programa infantil SMart, bem como o tema título e a música para as duas primeiras séries de Brum. Ele também é o criador de um quebra-cabeça lógico, Kjarposko. Além de apresentar programas infantis para a rede BBC.
Em 2010 Kjartan lançou o primeiro livro da aclamada séria Agatha Parrot.

## Obras
- Matemáticas assassinas (2000);
- Uma galáxia marada (2001);
- Isaac Newton e a sua maçã (2002);
- Mais matemáticas assassinas (2003);
- Sudoku (2005);
- Números: a chave do universo (2006);
- Os aritmetruques essenciais : como + - x (2006).